# لاندسهوت
شهر لاندسهوت (به آلمانی: Landshut) در ایالت بایرن در کشور آلمان واقع شده‌است.